# Herwart Grosse
Herwart Willy Grosse (* 17. April 1908 in Berlin; † 27. Oktober 1982 in Ost-Berlin) war ein deutscher Schauspieler, Sprecher und Theaterregisseur.

## Leben und Werk

### Frühe Jahre
Herwart Willy Grosse wurde 1908 als Sohn eines Büroangestellten in Berlin geboren. Auf Wunsch der Eltern absolvierte er eine kaufmännische Lehre in einer Maschinenhandlung, engagierte sich später in einer Jugendbewegung und trat der Wandersparte des Arbeitersportvereins „Fichte“ bei, in dessen Agitpropgruppe er bei diversen Versammlungen als Mitglied des Sprechchors auftrat. Später schloss sich diese Gruppe der kommunistischen Jungen Volksbühne an. Nach seiner Lehre arbeitete Grosse kurzzeitig als Vertreter, Knopffärber und Gelegenheitsarbeiter, bis er schließlich arbeitslos wurde. 1932 trat er der Kommunistischen Partei Deutschlands (KPD) bei und arbeitete in der kommunistischen Buchgemeinschaft Universum mit. Nebenbei entdeckte er seine Leidenschaft für das Schauspiel und betätigte sich als Laienschauspieler. Er trat in Hans Rodenbergs Roter Revue auf, ebenso 1933 in Kurt Borks satirischer Komödie Es geht nicht um die Wurst, die mit ihm in der Hauptrolle an der Jungen Volksbühne inszeniert wurde, bis die Spielstätte verboten wurde.
Bei Paul Bildt, dessen Tochter er aus der letzten Inszenierung der Jungen Volksbühne kannte, nahm er anschließend Schauspielunterricht, den er im September 1933 mit einer Prüfung abschloss. Ein festes Engagement konnte er seinerzeit nicht finden, spielte auf Vermittlung seines Lehrers zunächst am Preußischen Staatstheater und von 1934 bis 1938 am Theater der Jugend, als er 1938 ans Schillertheater kam, wo er für mehrere Jahre unter der Intendanz von Heinrich George in zumeist kleinen Rollen spielte. Nebenbei hatte er erste kleine Filmrollen, so in Herbert Maischs Andreas Schlüter (1942) und Werner Klinglers Die Degenhardts (1944).
1944 wurde das Schillertheater geschlossen und Grosse, der fortan nicht mehr vom Wehrdienst befreit war, wurde als Panzergrenadier in die Wehrmacht eingezogen. Als Soldat geriet er in sowjetische Kriegsgefangenschaft.
In den 1950er Jahren trat er aus der Sozialistischen Einheitspartei Deutschlands (SED) aus.

### Theaterarbeit
Nach dem Ende des Zweiten Weltkrieges und seiner Entlassung aus sowjetischer Gefangenschaft kehrte Grosse nach Berlin zurück, wo er am Hebbeltheater in Die Dreigroschenoper spielte. Paul Bildt holte ihn 1946 schließlich ans Deutsche Theater, wo er in der kleinen Rolle des Hoffriseurs Pomaret in der Uraufführung von Friedrich Wolfs Beaumarchais am 9. März 1946 sein Debüt feierte und dessen Schauspielensemble er bis zu seinem Tode angehörte.
Am 7. August 1946 spielte er den Wurm in der Premiere von Kabale und Liebe unter der Regie von Gustav von Wangenheim, der ihm wohlwollende Kritiken einbrachte, so dass Theater, Film, Funk und Fernsehen auf ihn aufmerksam wurden und ihn zunächst auf das Fach des Schurken und Intriganten festlegten. Grosse spielte in vielen klassischen Stücken am Deutschen Theater, wie beispielsweise den Derwisch in Lessings Nathan der Weise, die Hauptrolle in Maxim Gorkis Somow und andere oder den George Bernhard Shaw in Jerome Kiltys Geliebter Lügner.
1951 inszenierte Grosse erstmals ein Bühnenstück, Maria Stuart, als Regisseur, gefolgt von Werken wie Bunbury nach Oscar Wilde oder die Satire Shakespeare dringend gesucht nach Heinar Kipphardt. 1971, gut 20 Jahre später, folgte mit Der Parasit seine letzte Inszenierung als Theaterregisseur. Als Schauspieler verkörperte er mit zunehmendem Lebensalter reifere Figuren, wie den Narren in König Lear nach Shakespeare. Herwart Grosse gehörte über mehrere Jahre dem Künstlerischen Rat des Deutschen Theaters in Berlin an.

### Filmarbeit
Ab 1947 wurde Grosse in zahlreichen Filmen der DEFA in zumeist kleinen Rollen, oftmals als „Schurke Nr. 1“, besetzt. Dennoch gelang es dem Schauspieler, der bevorzugt am Theater arbeitete, auch im Film Akzente zu setzen, wie beispielsweise in der Rolle des I.G.-Farben-Direktors von Decken in Maetzigs DEFA-Streifen Der Rat der Götter. Große DEFA-Filme folgten, wie seine Rolle als Oberarzt Dr. Carlsen in Professor Mamlock oder Gestapochef Müller in Der Fall Gleiwitz. Des Weiteren spielte er auch in den satirischen Kurzfilmen der Stacheltier-Reihe mit, von denen er 1960 auch einige inszenierte, und war 1967 im Kinderfilm Turlis Abenteuer zu sehen. Seine letzte Fernsehrolle hatte er 1982 in der Fernsehreihe Martin Luther, wo er den Generalvikar Johann von Staupitz mimte.
Herwart Grosse war verheiratet und hinterließ zwei Kinder. Sein Sohn Michael Grosse ist Regisseur und Theaterleiter.

## Filmografie (Auswahl)
- 1942: Andreas Schlüter
- 1944: Der Verteidiger hat das Wort
- 1944: Die Degenhardts
- 1948: Straßenbekanntschaft
- 1948: Und wieder 48
- 1948: Berliner Ballade
- 1950: Der Rat der Götter
- 1952: Karriere in Paris
- 1952: Das verurteilte Dorf
- 1954: Das geheimnisvolle Wrack
- 1955: Robert Mayer – Der Arzt aus Heilbronn
- 1958: Das Lied der Matrosen (nur Sprechrolle)
- 1958: Unternehmen Teutonenschwert (Sprecher)
- 1958: Der junge Engländer (Erzähler)
- 1959: Ware für Katalonien
- 1959: Bevor der Blitz einschlägt
- 1960: Begegnung im Zwielicht (Spotkania w mroku)
- 1961: Der Fall Gleiwitz
- 1961: Aktion J (Dokumentarfilm, Sprecher)
- 1961: Professor Mamlock
- 1961: Mord an Rathenau (Fernsehfilm)
- 1962: Minna von Barnhelm oder Das Soldatenglück
- 1962: Freispruch mangels Beweises
- 1962: Josef und alle seine Brüder (Fernsehfilm)
- 1962: Ach, du fröhliche …
- 1963: Sonntagsfahrer
- 1964: Pension Boulanka
- 1964: Mir nach, Canaillen!
- 1965: Wolf unter Wölfen
- 1965: Karla
- 1965: Kommando 52 (Sprecher)
- 1965: Die besten Jahre
- 1965: … nichts als Sünde
- 1966: Fräulein Schmetterling
- 1967: Geisterstunde (Fernseh-Dokumentation, Sprecher)
- 1967: Turlis Abenteuer
- 1968: Piloten im Pyjama (TV-Serie)
- 1968: Schüsse unterm Galgen
- 1968–1970: Ich – Axel Cäsar Springer
- 1969: Seine Hoheit – Genosse Prinz
- 1969: Der Engel im Visier (TV)
- 1970: Der Mörder sitzt im Wembley-Stadion (Fernseh-Zweiteiler)
- 1970: Netzwerk
- 1971: Husaren in Berlin
- 1972: Die gestohlene Schlacht
- 1973: Wolz – Leben und Verklärung eines deutschen Anarchisten
- 1976: Die Leiden des jungen Werthers
- 1976: Beethoven – Tage aus einem Leben
- 1976: Lasset die Kindlein… (Fernsehfilm)
- 1977: Trampen nach Norden
- 1979: Stine (Fernsehfilm)
- 1979: Lachtauben weinen nicht
- 1980: Levins Mühle
- 1980: Die Heimkehr des Joachim Ott (Fernsehfilm)
- 1981: Kippenberg (Fernsehfilm)
- 1981: Suturp – Eine Liebesgeschichte (Fernsehfilm, Sprecher)
- 1983: Martin Luther (TV)

## Theater
Regie
- 1951: Friedrich Schiller: Maria Stuart (Deutsches Theater Berlin – Kammerspiele)
- 1951: Adam Tarn: Ein gewöhnlicher Fall (Deutsches Theater Berlin – Kammerspiele)
- 1953: Roger Vailland: Colonel Foster ist schuldig – Regie mit Wolfgang Langhoff (Deutsches Theater Berlin – Kammerspiele)
- 1953: Heinar Kipphardt: Shakespeare dringend gesucht – Regie mit Wolfgang Langhoff (Deutsches Theater Berlin – Kammerspiele)
- 1953: Alexander Kron: Das tote Tal (Deutsches Theater Berlin)
- 1956: Oscar Wilde: Bunbury (Deutsches Theater Berlin – Kammerspiele)
- 1959: Unbekannter Verfasser: Die Trickbetrügerin und andere merkwürdige Begebenheiten (Deutsches Theater Berlin – Kammerspiele)
- 1971: Friedrich Schiller: Der Parasit (Minister Narbonne) (Deutsches Theater Berlin – Kleine Komödie)

Schauspieler
- 1948: Konstantin Trenjow: Ljubow Jaworaja (Leutnant Jaworoi) – Regie: Hans Rodenberg (Haus der Kultur der Sowjetunion)
- 1948: Alexander Ostrowski: Wölfe und Schafe (Tschuganow) – Regie: Ernst Legal (Deutsches Theater Berlin)
- 1949: Bertolt Brecht: Mutter Courage und ihre Kinder – Regie: Erich Engel (Berliner Ensemble im Deutschen Theater Berlin)
- 1949: Friedrich Wolf: Tai Yang erwacht (Hafenarbeiter) – Regie: Wolfgang Langhoff (Deutsches Theater Berlin)
- 1950: Ernst Fischer: Der große Verrat (Maduros) – Regie: Wolfgang Langhoff (Deutsches Theater Berlin)
- 1951: Johann Wolfgang von Goethe: Egmont (Machiavell) – Regie: Wolfgang Langhoff (Deutsches Theater Berlin)
- 1954: Maxim Gorki: Ssomow und Andere (Ssomow) – Regie: Wolfgang Heinz (Deutsches Theater Berlin)
- 1955: Alfred Matusche: Die Dorfstraße (Oberleutnant) – Regie: Hannes Fischer (Deutsches Theater Berlin – Kammerspiele)
- 1955: Johann Nestroy: Theaterg’schichten (James Inslbull) – Regie: Emil Stöhr (Deutsches Theater Berlin)
- 1955: Gerhart Hauptmann: Vor Sonnenuntergang (Professor Clausen) – Regie: Wolfgang Heinz (Deutsches Theater Berlin)
- 1955: Gotthold Ephraim Lessing: Nathan der Weise (Derwisch Al-Hafi) – Regie: Adolf Peter Hoffmann (Deutsches Theater Berlin)
- 1956: Peter Hacks: Eröffnung des indischen Zeitalters (Prinzen-Pädagog) – Regie: Ernst Kahler (Deutsches Theater Berlin)
- 1958: Erich Maria Remarque: Die letzte Station (Häftling Roß) – Regie: Emil Stöhr (Deutsches Theater Berlin – Kammerspiele)
- 1959: Friedrich Schiller: Wallenstein – Regie: Karl Paryla (Deutsches Theater Berlin)
- 1959: Maxim Gorki: Sommergäste (Suslow) – Regie: Wolfgang Heinz (Deutsches Theater Berlin)
- 1960: Erwin Strittmatter: Die Holländerbraut – Regie: Benno Besson (Deutsches Theater Berlin)
- 1961: Günter Weisenborn Die Illegalen – Regie: Ernst Kahler/Horst Drinda (Deutsches Theater Berlin – Kammerspiele)
- 1962: Friedrich Schiller: Wilhelm Tell (Attinghausen) – Regie: Wolfgang Langhoff (Deutsches Theater Berlin)
- 1962: George Bernard Shaw: Haus Herzenstod (Kapitän Shotover) – Regie: Wolfgang Heinz (Deutsches Theater Berlin – Kammerspiele)
- 1962: Nikolai Pogodin: Der Mann mit dem Gewehr (Lenin) – Regie: Horst Schönemann (Deutsches Theater Berlin)
- 1963: Johann Wolfgang von Goethe – Iphigenie auf Tauris, Deutsches Theater Berlin (Thoas) – Fernsehaufzeichnung 1969
- 1963: Rolf Schneider: Prozeß Richard Waverly – Regie: Wolf-Dieter Panse (Deutsches Theater Berlin – Kammerspiele)
- 1965: Vercors: Zoo oder der menschenfreundliche Mörder – Regie: Bojan Danowski (Deutsches Theater Berlin – Kammerspiele)
- 1965: Leo Tolstoi: Krieg und Frieden (Fürst Bolkonski) – Regie: Wolfgang Heinz/Hannes Fischer (Deutsches Theater Berlin)
- 1965: Alfred Matusche: Der Regenwettermann (Jüdischer Lehrer) – Regie: Wolf-Dieter Panse (Deutsches Theater Berlin – Lesetheater)
- 1967: Rolf Schneider: Prozeß in Nürnberg (Schacht) – Regie: Wolfgang Heinz (Deutsches Theater Berlin)
- 1967: Maxim Gorki: Feinde (General Petschenjegow) – Regie: Wolfgang Heinz (Deutsches Theater Berlin)
- 1968: Johann Wolfgang von Goethe: Faust. Der Tragödie erster Teil (Erzengel) – Regie Wolfgang Heinz/Adolf Dresen (Deutsches Theater Berlin)
- 1969: Günther Rücker: Der Herr Schmidt (Polizeipräsident) – Regie: Friedo Solter (Deutsches Theater Berlin)
- 1970: Isaak Babel: Maria – Regie: Adolf Dresen (Deutsches Theater Berlin – Kammerspiele)
- 1970: Claus Hammel: Le Faiseur oder Warten auf Godeau – Regie: Hans Bunge/Heinz-Uwe Haus/Hans-Georg Simmgen (Deutsches Theater Berlin)
- 1972: William Shakespeare: Leben und Tod Richard des Dritten (Hastings) – Regie: Manfred Wekwerth (Deutsches Theater Berlin)
- 1974: Maxim Gorki: Die falsche Münze (Beamter) – Regie: Ulrich Engelmann (Deutsches Theater Berlin – Kammerspiele)
- 1974: Johann Wolfgang von Goethe: Die Geschichte Gottfriedens von Berlichingen mit der eisernen Hand (Bischof von Bamberg) – Regie: Horst Schönemann (Deutsches Theater Berlin)
- 1980: Helmut Bez: Jutta oder die Kinder von Damutz Olbers – Regie: Friedo Solter (Deutsches Theater Berlin im Plenarsaal der Akademie der Künste Berlin)
- 1982: Michail Bulgakow: Verschwörung der Heuchler (Diener) – Regie: Thomas Langhoff (Theater im Palast Berlin)

## Hörspiele
Regie
- 1950: Anna Seghers: Der Prozess der Jeanne d’Arc zu Rouen 1431 (Berliner Rundfunk)
- 1952: Hans A. Joachim: Die Stimme Victor Hugos (Literarische Hörfolge – Berliner Rundfunk)
- 1955: A. G. Petermann: Die Premiere fällt aus (Kriminalhörspiel – Rundfunk der DDR)
- 1957: Walter Karl Schweickert/Gerhard Rentzsch: Der Weihnachtsmann lebt hinterm Mond (Kinderhörspiel – Rundfunk der DDR)
- 1958: Henrik Ibsen: Stützen der Gesellschaft (Hörspiel – Rundfunk der DDR)
- 1958: Helmut Baierl: Die Feststellung (Hörspiel – Rundfunk der DDR)

Sprecher
- 1947: Hedda Zinner: Erde – Regie: Hedda Zinner (Berliner Rundfunk)
- 1949: Aristophanes: Lysistrata – Regie: Carlheinz Riepenhausen (Berliner Rundfunk)
- 1950: Karl Georg Egel: Das Hauptbuch der Solvays – Regie: Gottfried Herrmann (Berliner Rundfunk)
- 1951: Maximilian Scheer: Der Hexenmeister – Regie: Werner Stewe (Berliner Rundfunk)
- 1951: Egon Erwin Kisch: Landung verboten (Nach: Landung in Australien) – Regie: Werner Stewe (Berliner Rundfunk)
- 1951: Albert Maltz: Die Nächte enden – Regie: Werner Stewe (Berliner Rundfunk)
- 1952: Howard Fast: 30 Silberlinge – Regie: Günther Rücker (Berliner Rundfunk)
- 1953: Günther Rücker: Drachen über den Zelten (Amerikanischer Arzt) – Regie: Günther Rücker (Berliner Rundfunk)
- 1954: Alf Scorell/Kurt Zimmermann: Der Wundermann – Regie: Hans Busse (Rundfunk der DDR)
- 1954: Friedrich Schiller: Die Räuber (Franz) – Regie: Martin Flörchinger (Rundfunk der DDR)
- 1954: Curt Goetz: Das Märchen (Advocat Hastings) – Regie: Ernst Kahler (Kurzhörspiel – Rundfunk der DDR)
- 1954: Alf Scorell/Kurt Zimmermann: Der Wundermann (Dr. Harald König) – Regie: Hans Busse (Hörspiel – Rundfunk der DDR)
- 1955: Leonhard Frank: Die Ursache (Gerichtsvorsitzender) – Regie: Martin Flörchinger (Rundfunk der DDR)
- 1956: Rolf Schneider: Das Gefängnis von Pont L’Eveque – Regie: Helmut Hellstorff (Rundfunk der DDR)
- 1956: William Shakespeare: Hamlet, Prinz von Dänemark (Geist von Hamlets Vater) – Regie: Martin Flörchinger (Hörspiel – Rundfunk der DDR)
- 1956: Béla Balázs: Wolfgang Amadeus Mozart (Graf Arco) – Regie: Joachim Witte (Hörspiel – Rundfunk der DDR)
- 1957: Gerhard Rentzsch (nach Wsewolod Wischnewski): Die Straße des Soldaten – Regie: Wolfgang Schonendorf (Rundfunk der DDR)
- 1958: Günther Rücker: Der Bericht Nr. 1 – Regie: Günther Rücker (Rundfunk der DDR)
- 1958: Peter Erka: Autos machen Leute (Brasilianischer Handelsattaché) – Regie: Werner Wieland (Rundfunk der DDR)
- 1958: Werner Weisenborn: Yang-Tse-Kiang – Regie: Werner Stewe (Rundfunk der DDR)
- 1959: Karlernst Ziem/René Ziem: Der Fall Dinah Furner (Inspektor Curtain) – Regie: Werner Grunow (Kriminalhörspiel – Rundfunk der DDR)
- 1960: Karl Sonnabend: Inspektor Meredith greift ein (Inspektor Meredith) – Regie: Lothar Dutombé (Kriminalhörspiel – Rundfunk der DDR)
- 1961: Günter Koch/Manfred Uhlmann: Mordsache Brisson (Carna) – Regie: Hans Knötzsch (Dokumentation – Rundfunk der DDR)
- 1961: Karl-Heinrich Bonn: Nächtlicher Besuch (Pentzlaff) – Regie: Helmut Hellstorff (Hörspiel – Rundfunk der DDR)
- 1963: Anna Elisabeth Wiede: Das Untier von Samarkand – Regie: Flora Hoffmann (Kinderhörspiel – Rundfunk der DDR)
- 1963: Rolf Schneider: Der Ankläger – Regie: Fritz Göhler (Hörspiel – Rundfunk der DDR)
- 1963: Joachim Goll: Eine kleine Hausmusik (Prof. Knöchel) – Regie: Hans Knötzsch (Hörspiel – Rundfunk der DDR)
- 1964: Jacques Constant: General Frederic (Stimme des toten Frédéric) – Regie: Hans Knötzsch (Rundfunk der DDR)
- 1964: Ephraim Kishon: Der Blaumilchkanal (Vorsitzender) – Regie: Helmut Hellstorff (Hörspiel – Rundfunk der DDR)
- 1965: Richard Groß: Der Experte ist tot (Lamberti) – Regie: Wolfgang Brunecker (Hörspiel – Rundfunk der DDR)
- 1968: Michail Schatrow: Bolschewiki – Regie: Wolf-Dieter Panse (Hörspiel – Rundfunk der DDR)
- 1968: Vito Blasi/Anna-Luisa Meneghini: Eiertanz (Versicherungsinspektor) – Regie: Hans Knötzsch (Hörspiel – Rundfunk der DDR)
- 1968: Lew Tolstoi: Krieg und Frieden (Fürst Bolkonski) – Regie: Werner Grunow (Hörspiel – Rundfunk der DDR)
- 1969: Friedrich Schiller: Die Verschwörung des Fiesco zu Genua (Andreas Doria) – Regie: Peter Groeger (Hörspiel – Rundfunk der DDR)
- 1969: Wolfgang Graetz/Joachim Seyppel: Was ist ein Weihbischof? Oder Antworten zur Akte Defregger – Regie: Edgar Kaufmann (Hörspiel – Rundfunk der DDR)
- 1970: Sophokles: Die Antigone des Sophokles (Tiresias) – Regie: Martin Flörchinger (Hörspiel – Rundfunk der DDR)
- 1971: Gerhard Rentzsch: Das Amulett (6 Teile) – Regie: Wolf-Dieter Panse (Rundfunk der DDR)
- 1972: Ben Jonson: Volpone oder der Fuchs – Regie: Werner Grunow (Rundfunk der DDR)
- 1973: Honoré de Balzac: Der Ehevertrag – Regie: Horst Liepach (Hörspiel (3 Teile) – Rundfunk der DDR)
- 1978: Isaak Babel: Maria (Mukownin) – Regie: Joachim Staritz (Hörspiel – Rundfunk der DDR)
- 1978: Helmut Bez: Jutta oder die Kinder von Damutz (Lehrer) – Regie: Fritz Göhler (Hörspiel – Rundfunk der DDR)
- 1979: Leonid Solowjow: Nasreddin in Buchara (Hussein Guslija) – Regie: Dieter Scharfenberg (Kinderhörspiel – Litera)
- 1980: Karl-Heinz Jakobs: Casanova in Dux (Voltaire) – Regie: Barbara Plensat (Hörspiel – Rundfunk der DDR)
- 1980: Friedrich Schiller: Maria Stuart (Shrewsburry) – Regie: Werner Grunow (Hörspiel – Rundfunk der DDR)
- 1981: Edwin Hoernle: Vom König, der die Sonne vertreiben wollte – Regie: Maritta Hübner (Kinderhörspiel – Rundfunk der DDR)
- 2002: Marianne Weil/Stefan Dutt: Legionäre, Guerilleros, Saboteure – Regie: Marianne Weil/Stefan Dutt (Ein sozialistisches Gesamthörspiel – DLR)

## Auszeichnungen
- 1962: Kunstpreis der DDR
- 1966: Nationalpreis der DDR II. Klasse
- 1978: Vaterländischer Verdienstorden in Silber
- 1979: Goethepreis der Stadt Berlin